# 8732 Champion
8732 Champion eller 1996 XR25 är en asteroid i huvudbältet som upptäcktes den 8 december 1996 av den japanska astronomen Tsutomu Seki vid Geisei-observatoriet. Den är uppkallad efter amerikanen Frank L. Champion.